# اینگرید الن مایکلسون

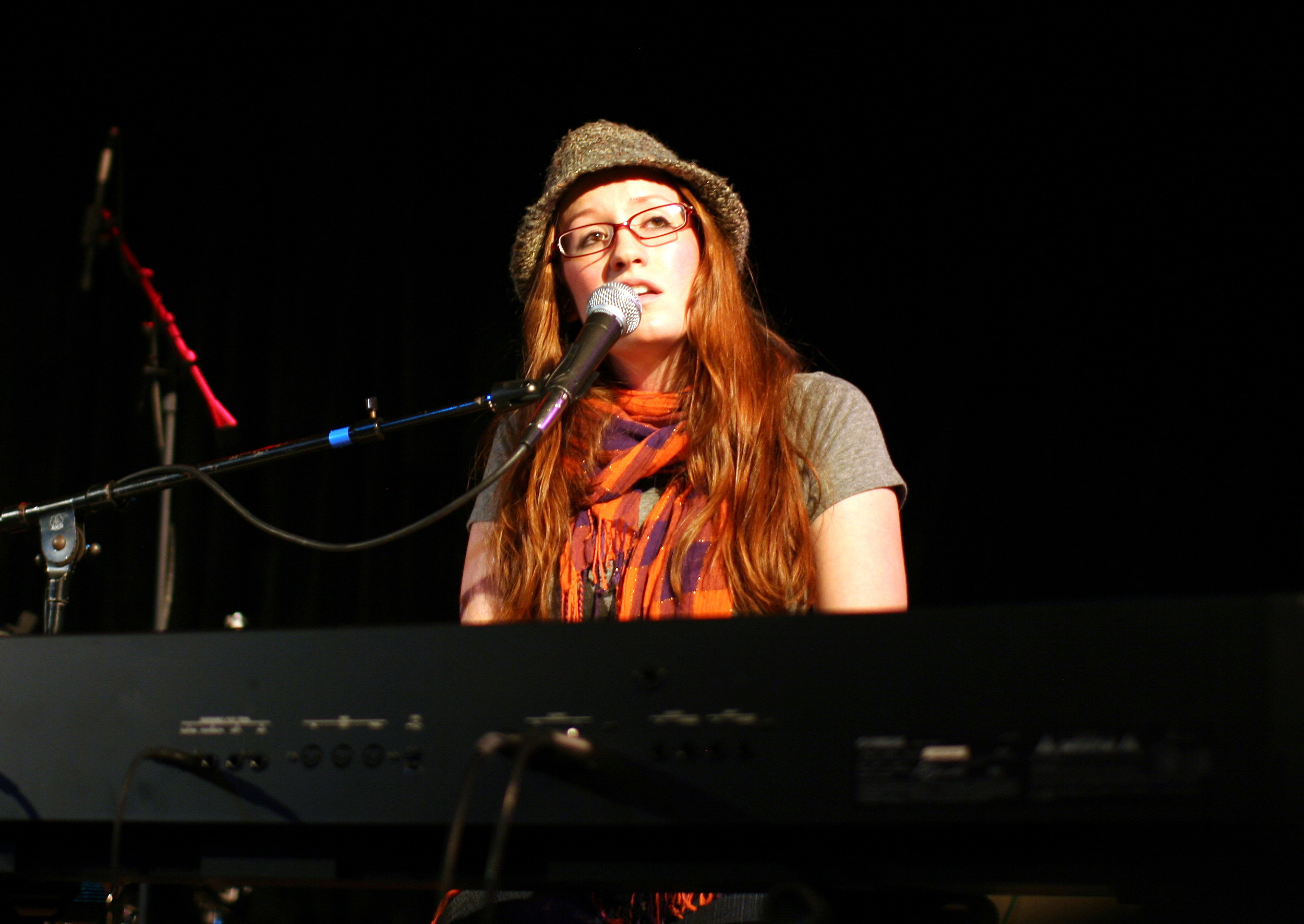

اینگرید الن مایکلسون (زاده ۸ دسامبر ۱۹۷۹) خواننده، ترانه سرا و بازیگر آمریکایی است. مایکلسون به دلیل اینکه که بازیگر بریتین اشفورد در مرخصی بود از 3 ژوئیه تا 13 اوت 2017 در موزیکال برادوی ناتاشا، پیر و دنباله دار بزرگ 1812 به طور موقت نقش سونیا روستوا را بازی کرد.
مایکلسون نیمه سوئدی است  و در 8 دسامبر سال 1979 در شهر نیویورک  از پدر و مادری هنرمند به دنیا آمد. پدرش، کارل مایکلسون، مدیر کپی رایت شرکت انتشاراتی کارل فیشر موزیک و آهنگساز بود. مادرش، الیزابت اگبرت، مجسمه‌ساز هلندی بود. مایکلسون در کودکی در یک گروه تئاتر موزیکال به نام استاتن آیلند بچه‌های روی صحنه اجرا می‌کرد. او در 4 سالگی پیانو را شروع کرد و تا 7 سالگی در مدرسه موسیقی خیابان سوم منهتن آموزش دید و سال‌های زیادی در مرکز جامعه یهودیان موسسه موسیقی دوروتی دلسون کوهن در استاتن آیلند ادامه داد.